# Tubulina
Tubulina – białko globularne tworzące protofilament mikrotubul. Białka te w mikrotubulach występują w postaci heterodimerów składających się z tubuliny alfa i tubuliny beta, z kolei każda z podjednostek składa się z trzech domen. Podjednostka alfa ma masę cząsteczkową 55-57 kDa, a beta ok. 53 kDa. Heterodimer tubuliny ma wymiary 3,5x4 nm. 
Istnieje też tubulina gamma zlokalizowana w centrosomach, stanowiąca miejsce nukleacji (podstawę do dobudowywania kolejnych cząsteczek) mikrotubul. W centrosomach odkryto również tubuliny delta i epsilon mogące odgrywać rolę w formowaniu mitotycznego wrzeciona podziałowego.
Dimer tubuliny wiąże cząsteczkę GTP i w takiej formie dołącza się do końca(+) rosnącej mikrotubuli. Po pewnym czasie w dołączonej cząsteczce dochodzi do hydrolizy GTP a powstała GDP-tubulina jeżeli znajduje się na końcu mikrotubuli odłącza się od niej. Nie robi tego jednak gdy zostanie "zabudowana" kolejnymi cząsteczkami GTP-tubuliny. Ten cykl GTP/GDP tubuliny jest podstawią dynamicznej niestabilności mikrotubul. Gdy w otoczeniu rosnącej mikrotubuli istnieje duża ilość GTP-tubuliny, cząsteczki są dołączane z taką prędkością, że  nie dochodzi do przemiany końcowej GTP-tubuliny w GDP-tubulinę a więc cząsteczek nie ubywa i mikrotubula rośnie. Gdy stężenie GTP-tubuliny jest małe, hydroliza GTP ostatniej tubuliny wyprzedza dołączanie kolejnej cząsteczki co skutkuje lawinowym odłączaniem tubuliny od końca (+) mikrotubuli - mikrotubula skraca się.
Przez długie lata uważano tubulinę za białko specyficzne dla eukariontów. Badania ostatnich lat donoszą jednak o pokrewieństwie tego białka z białkiem FtsZ biorącym udział w podziale komórki bakteryjnej.
Tubulina jest białkiem docelowym dla wielu związków chemicznych głównie terapeutyków i trucizn, np.: kolchicyny, winblastyny, winkrystyny, taksolu.